# Olovka
Olovka je pisaljka sastavljena od uloška (pisaći štapić ili "mina") uklopljenoga u zaštitnu drvenu šipku, koja se zarezuje te se tako nakon skraćenja uloška oslobađa njegov novi dio. Uložak je najčešće od grafita koji se miješa u različitom omjeru s glinom (grafitna olovka). Naziv olovka nastao je prema tradicionalnoj mješavini olova s cinkom, koja se nekada rabila za pisanje; na olovo upućuju i nazivlja iz slovenskoga (svinčnik) i njemačkoga (Bleistift). Za neke vrste olovaka s mekšim uloškom masnijega traga (na primjer u kozmetici, olovka za obrve) upotrebljava se francuska riječ crayon (od craie: kreda). Prvu pisaljku s grafitom (za koji se tada držalo da je vrsta olova) opisao je švicarski prirodoslovac Conrad Gesner 1565. Grafitne olovke pojavile su se potkraj 16. stoljeća u talijanskim gradovima, a potom u Nürnbergu, koji je dugo slovio kao glavno europsko središte u proizvodnji grafitnih olovaka. Prvu mehaničku olovku (sa slobodnim "minama", bez potrebe za oštrenjem drvenoga oklopa) izumio je hrvatski izumitelj S. Penkala početkom 20. stoljeća. Takozvane kemijske olovke pišu gustom tintom uz pomoć vrška s metalnom kuglicom, koja vrtnjom prenosi tintu na podlogu i izvlači novu tintu iz spremišta; kao najpraktičnije, te su olovke u suvremeno doba uglavnom zamijenile klasične grafitne olovke i nalivpera.

## Olovka u slikarstvu
Olovka spada u slikarske tehnike, skupina crtaćih tehnika. Kroz povijest se bitno mijenjala. Prvi materijal od kojeg se izrađivao materijal uloška olovke bio je srebro. Srebro je ostavljalo sivi trag, no problem je bio u skupoći materijala. Zatim ga zamjenjuje olovo. Ono je mekše pa je olakšalo pisanje i ostavljalo je postojaniji trag od srebra. No, olovo je teško pa su ljudi ponovo bili prisiljeni pronaći materijal za pisanje. I pronašli su ga. Riječ je o grafitu. Grafit se miješa s glinom pa može biti različitih tvrdoća - od jako mekanog do tvrdog, stoga danas razlikujemo mekane i tvrde olovke. Olovka se u slikarstvu koristi za skice, a crteži olovkom su cijenjeni i kao samostalna umjetnička djela.
U usporedbi sa srebrenkom, grafit se brže troši jer je mekan. Olovka može ponuditi debelu, tanku, svjetliju i tamniju crtu. Ona daje više mogućnosti i ona je neujednačena. Ona je jedna od daleko širih mogućnosti nego srebrenka, baš zbog toga što je grafit mekši. S olovkom jako lako sjenčamo, tako da se brzo postiže punoća oblika. Čistoća daje olovci suhi trag.  Klasicizam (na prijelazu s 18. na 19. st.) pokušava obnoviti vrijednosti klasične umjetnosti i zamjenjuje srebrenku. Klasicisti oponašaju prirodu, stvaraju fotografsku sličnost. Umjetnik je olovku maksimalno znao prilagoditi tom materijalu kojega je prikazivao. 

## Klasifikacija
Postoji više načina na koji se dijele olovke po tvrdoći, najčešći je često i označen na samim olovkama:
|       |    |    |    |    |    |         |         |         |         |    |   |    |    |    |       |       |       |    |    |
| 9H    | 8H | 7H | 6H | 5H | 4H | 3H      | 2H      | H       | F       | HB | B | 2B | 3B | 4B | 5B    | 6B    | 7B    | 8B | 9B |
| Tvrđe | →  | →  | →  | →  | →  | Srednje | Srednje | Srednje | Srednje | →  | → | →  | →  | →  | Mekše | Mekše | Mekše |    |    |

Olovke s više gline u grafitu su tvrđe, a s više ugljena u grafitu - mekše. Tvrđe olovke se koriste za tehničke crteže, srednje olovke su multifunkcionalne, a mekše olovke se koriste za umjetničke crteže.

## Poveznice
- Gumica za brisanje

## Vanjske poveznice
|  | Zajednički poslužitelj ima još gradiva o temi Olovka |

- Pisaći pribor Hrvatska tehnička enciklopedija, portal hrvatske tehničke baštine. LZMK